# Producción de coca en Colombia

Mapa de los cultivos de coca en Colombia en 2001.

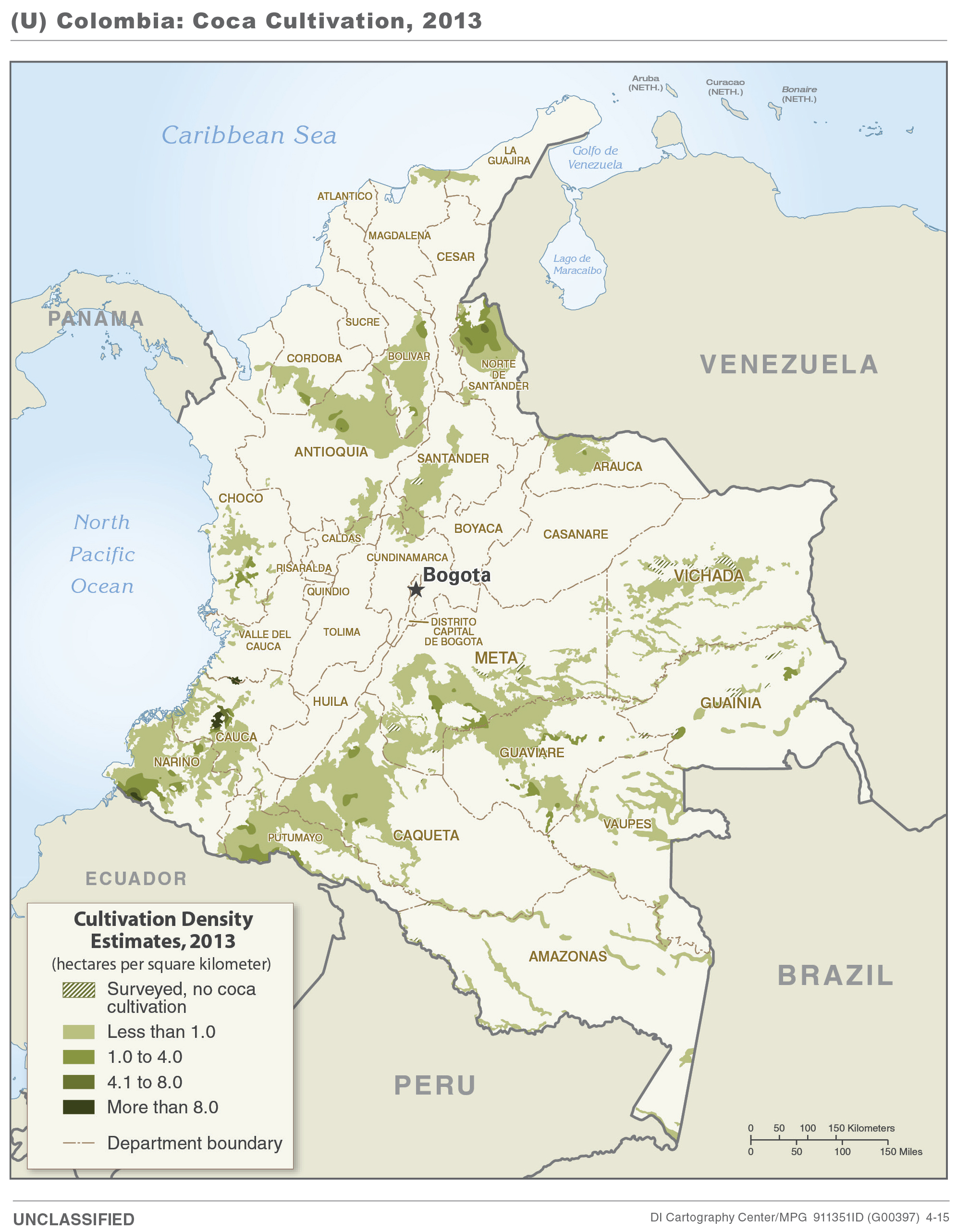
Mapa de los cultivos de coca en Colombia en 2013.

La producción de coca en Colombia se refiere a la siembra de la planta de coca en la República de Colombia, cuyas hojas son utilizadas para la fabricación del clorhidrato de cocaína, droga psicotrópica considerada ilegal. La coca también es utilizada como analgésico, digestivo y como un remedio para el mal de la altura, entre otros usos.

## Referentes históricos
El cultivo de coca en Colombia no siempre ha sido ilícito. El uso de la planta de coca se ha rastreado desde épocas coloniales cuando se registraba su cultivo y consumo por parte de la población indígena en territorios que hoy conocemos como los departamentos de Antioquia, Risaralda, Valle del Cauca, Cauca, Caldas, La Guajira, Bolívar, Cundinamarca, Boyacá y Nariño. El resultado de su producción y venta pagaban tributo a la Corona Española y servía como moneda de intercambio a nivel local.
A mediados del siglo XX, debido a políticas internacionales basadas en la prohibición y la penalización de su uso, la interacción con esta planta cambió en Colombia y desde la década de 1970 se inició el proceso de producción y procesamiento.
El aumento de los cultivos de hoja de coca se consolidó en el país a finales de la década de 1980 cuando Pablo Escobar y sus socios sustituyeron la importación de la base de coca por el cultivo del arbusto en departamentos como Antioquia, Meta, Caquetá y Putumayo y para 1998, Colombia era primer productor mundial de hoja de coca destinada a la producción de cocaína.
De acuerdo con los registros del Sistema Integrado de Monitoreo de Cultivos Ilícitos (SIMCI) estas han sido las hectáreas cultivadas año a año en Colombia:
| Año  | Número de hectáreas cultivadas |
| ---- | ------------------------------ |
| 1999 | 160.120                        |
| 2000 | 163.290                        |
| 2001 | 144.807                        |
| 2002 | 102.071                        |
| 2003 | 86.332                         |
| 2004 | 80.350                         |
| 2005 | 85.750                         |
| 2006 | 77.870                         |
| 2007 | 98.899                         |
| 2008 | 80.953                         |
| 2009 | 68.028                         |
| 2010 | 61.815                         |
| 2011 | 63.764                         |
| 2012 | 47.788                         |
| 2013 | 48.189                         |
| 2014 | 69.132                         |
| 2015 | 96.085                         |
| 2016 | 146.140                        |
| 2017 | 171.495                        |
| 2018 | 169.018                        |
| 2019 | 154.476                        |
| 2020 | 142.784                        |
| 2021 | 204.257                        |
| 2022 | 230.028                        |
| 2023 | 252.572                        |

Según Insight Crime, la producción potencial de cocaína en Colombia ha aumentado desde 2018 en 600 toneladas, pasando de una posible producción de cocaína en 1.120 toneladas en 2018, a 1.738 toneladas en 2022, lo cual representa al menos un valor de mil doscientos millones de dólares por su venta estimada para el crimen organizado. A pesar de que el precio de la hoja de coca tuvo una disminución significativa durante los años 2022 y 2023, su cultivo sigue aumentando.
A finales de 2023, el Instituto Colombiano Agropecuario otorgó el primer registro en el país para una variedad de abono orgánico elaborado con hoja de coca en el departamento del Cauca.

## Impacto ambiental
La erradicación de la coca es una estrategia fuertemente promovida como parte del Plan Colombia por los gobiernos de Colombia y Estados Unidos como parte de su "Guerra contra las drogas en Colombia" para eliminar los cultivos de coca. La erradicación de la coca se lleva a cabo en las regiones cultivadoras de coca de Colombia y Perú, donde es intensamente controvertida debido a su impacto socioeconómico y ambiental.
Las parcelas se destruían mediante mecanismos como la quema o el corte, o medios químicos como el rociado de herbicidas tales como el producto Rodeo (de la compañía Monsanto), son abandonadas y son sometidas a problemas agudos de erosión durante la temporada de lluvias.
Además, los EE. UU. se han visto involucrados en la aplicación del hongo Fusarium oxyporum para exterminar la coca; el hongo acarrea peligros serios tanto a humanos como a otras especies de plantas. En el 2000, el Congreso de los Estados Unidos aprobó el uso de Fusarium como un agente de control biológico para destruir cultivos de coca en Colombia (y otro tipo de hongo para destruir cultivos de amapola en Afganistán), pero estos planes fueron cancelados por el entonces presidente Bill Clinton, quien se preocupó porque el uso unilateral de agentes biológicos podría ser percibido por el resto del mundo como guerra biológica. Las [casas] desde entonces prohibieron su uso en toda la región (El uso de agentes biológicos para destruir cultivos es ilegal de acuerdo con la convención de armas químicas de 1975). 
El 25 de junio de 2003, el Tribunal Administrativo de Cundinamarca, Colombia, ordenó la suspensión de fumigaciones de glifosato hasta tanto el gobierno cumpliera con el plan de gestión ambiental para el programa de erradicación. También ordenó que se realizaran estudios para proteger al salud pública y el ambiente.  El Consejo de Estado de Colombia, la máxima autoridad administrativa del país, más adelante invalidó la decisión de la corte de suspender las fumigaciones.
En noviembre de 2005 Ecuador protestó las fumigaciones llevadas a cabo por Colombia y EU en la frontera colombo-ecuatoriana y demandó que éstas se hicieran a más de 10 km de distancia de la misma para minimizar el impacto ambiental en el Ecuador. Colombia respondió diciendo que varios estudios científicos demostraban que el glifosato no tenía ningún impacto negativo para el ambiente a lo que Ecuador respondió solicitando que fueran las Naciones Unidas las que llevaran a cabo un estudio del impacto ambiental de la aplicación específica del glifosato en las fumigaciones. 
De diciembre de 2005 a diciembre de 2006, Colombia suspendió temporalmente las fumigaciones en la fraja de los 10 km exigida por Ecuador, para después reiniciarla, argumentando que allí se habían sembrado más de 10 000 hectáreas de coca. Ecuador protestó contra esta medida y ha clamado porque se vuelvan a suspender dichas operaciones.

## Impacto socioeconómico
En Perú y Bolivia, la coca se ha consumido durante miles de años como mambeo (masticación) para estimulante y como cura para el soroche (mal de altura), además de consumirse como bebida caliente (infusión), entre otras aplicaciones. También tiene un valor simbólico entre las poblaciones indígenas por el carácter sagrado de la planta. La venta y consumo de coca (no así de cocaína) es legal en los dos países y hay un mercado legal y legítimo para esta, aunque cada país estableció un límite en hectáreas cultivadas para, justamente, evitar la producción ilegal de cocaína erradicando las hectáreas adicionales. En consecuencia, la erradicación total de la coca (la meta ideal de Estados Unidos) no es deseable ni factible y sería comparable con pedirle a Francia que erradicara sus viñedos o a Estados Unidos que erradicara sus campos de tabaco.
Con el surgimiento de los carteles colombianos y mexicanos de la droga en los años 80´s, la hoja de coca se convirtió en materia prima para la producción de cocaína, materia prima que provenía inicialmente de Perú y Bolivia, transportada de manera clandestina a las selvas colombianas para producir en laboratorios ocultos la cocaína a exportar. Para satisfacer el aumento de la demanda exterior, los carteles colombianos introdujeron en los años 90´s el cultivo de coca en Colombia, aprovechando las condiciones climáticas del país similares a las existentes en las selvas peruanas y bolivianas para su cultivo; el resultado, una alta producción en hectáreas cultivadas producto del aislamiento de las regiones donde cultivan la planta, haciendo con el tiempo innecesario importar la hoja del exterior. Muchos campesinos pobres del país fueron expulsados de las tierras donde vivían para cultivar la planta o aquellos que no tenían tierras ni trabajo, debido al abandono del estado colombiano, migraron hacia los lugares que se dedicaron a cultivar coca.
Para contrarrestar este desarrollo de eventos, el gobierno de los Estados Unidos, a través de su oficina de ayuda exterior USAID, promovió una política de sustitución de cultivos, donde la coca era reemplazada por café, banano, piña, o palma africana y otros cultivos adecuados para el clima tropical.
Sin embargo, los precios por estos productos perecederos son demasiado bajos en comparación a lo que pagan los narcotraficantes por la hoja de coca. Más aún, muchas de las áreas cultivadas con coca son áreas remotas que carecen de infraestructura en caminos para llevar a tiempo los alimentos perecederos a sus lugares de consumo. Por otro lado, el precio de la hoja de coca ha permanecido alto y cuando se seca es más fácil de transportar; casi siempre, la compra de la cosecha está garantizada y muchas veces esta sucede in situ. Hasta la fecha, virtualmente todos los programas de sustitución de cultivos han fallado; primero, porque a los campesinos no se les garantiza un buen precio por sus productos alternativos, segundo, porque no hay ninguna garantía de compra de sus cosechas, y tercero pero no menos importante, no todos los promocionados cultivos se producen con la eficacia debida.

## Asuntos geopolíticos
Dadas las consideraciones mencionadas antes, muchos críticos del programa de erradicación creen que la meta fundamental del gobierno de los Estados Unidos es restringir el flujo de ingresos al movimiento marxista rebelde FARC el cual se financiaba, antes de su desmovilización pactada con el gobierno colombiano en 2017, con el comercio ilegal de cocaína, y no necesariamente combatir las drogas per se. Pocos, si algunos, de esos críticos tiene algo que decir a favor del comercio ilícito, pero señalan que bajo las actuales políticas de erradicación, los campesinos pobres padecen por los esfuerzos para combatirla, mientras que las compañías químicas en Norteamérica y Europa, las cuales suplen los químicos necesarios para la fabricación de la cocaína, y los bancos, que anualmente lavan miles de millones de dólares, continúan beneficiándose del comercio.
El Departamento de Drogas de los Estados Unidos (DEA por sus siglas en inglés), junto con los gobiernos locales se han enfrentado frecuentemente a los cocaleros en sus intentos de erradicar la coca a lo largo de los Andes

## Resultados
En marzo de 2005, la Oficina Nacional de la Política de Control de Droga (cuyas sigla en inglés es ONDCP) reportó que a pesar de haberse superado la marca de fumigaciones aéreas sobre 1 300 km² en Colombia en el 2004, el área cultivada permaneció estadísticamente invariable con 1 140 km² cuando se aumentó el área de medición en un 80 por ciento.
De acuerdo al Monitoreo de territorios afectados por cultivos ilícitos de las Naciones Unidas en el año 2018 Colombia contaba con más de 169 000 hectáreas de coca sembrada. El cuarenta y nuevo por ciento de los lotes con cultivos ilícitos se encuentra a menos de 153 km de centros metropolitanos de mercado. En este país la coca cultivada sólo es superada por el café (932 000 hectáreas).  
Como respuesta al reporte, la WOLA (Oficina de Washington para Latinoamérica), una organización no gubernamental que monitorea el impacto de la política externa en Latinoamérica, resaltó que la estrategia de fumigaciones aéreas había llegado a sus límites. De acuerdo con WOLA, los datos de la ONDCP sugerían un continuado efecto de expansión debido a que una estrategia agresiva de fumigación hacía que un mayor número de cultivos se sembrara en otras áreas con el fin de mantener el suministro. 
Estimativos oficiales sobre los cultivos en Perú para el 2005 todavía no se conocen, pero un reporte del departamento de estado sugiere que el cultivo de coca ha aumentado en el Perú. La invariabilidad estadística del área cultivada en el 2004 pone en duda las predicciones oficiales de un gran impacto en el precio de la droga y su pureza según el WOLA. El presidente de Colombia Álvaro Uribe ha prometido seguir adelante con la fumigación de los cultivos de coca que financia Estados Unidos.
En Bolivia ha habido un reducción en el número de enfrentamientos desde el 2004, cuando Evo Morales y el expresidente Carlos Mesa lograron un acuerdo para permitir que la región del Chapare pudiera legalmente cultivar la coca, además de aquella región donde ya era legal como Yungas. El Gobierno colombiano erradico manualmente en el 2007 un total de 50 000 hectáreas de coca dejando al final del año solamente 20 000 hectáreas.

## Citas
Los EE.UU. han suministrado decenas de miles de galones de Rodeo al gobierno colombiano para uso en la fumigación aérea de los cultivos de coca. Hemos estado usando una flota de avionetas de fumigación para vaciar cantidades sin precedentes de glifosato de alta potencia sobre cientos de miles de acres en uno de los ecosistemas más diversos y delicados del mundo. Este esfuerzo fútil ha servido poco para reducir la disponibilidad de cocaína en nuestras calles, pero ahora estamos aprendiendo que uno de los posibles efectos colaterales que esta campaña puede desatar es una epidemia de Fusarium en la cuenca del Amazonas. La guerra contra las drogas ha tratado en vano de mantener la cocaína fuera de nuestras narices, pero como resultado estamos abrasando los pulmones de la tierra. - Sanho Tree, director del instituto para el estudio de políticas del proyecto de políticas de la droga (Institute for Policy Studies Drug Policy Project)

En la Hormiga, una pequeña ciudad del Putumayo, vimos los efectos del glifosato en los cultivos domésticos. Las fumigaciones han acabado los cultivos de subsistencia como la yuca, el maíz y el plátano, mientras que los campos de coca adyacentes no sólo han sobrevivido sino que han florecido. Aún el árbol de caucho incluido en los programas de cultivos alternativos ha sido destruido por las fumigaciones. A diferencia de los cultivos de la región, la coca es resistente. Como una hierba, es capaz de crecer bajo las condiciones más extremas.